# Jose Elmer Imas Mangalinao
Jose Elmer Imas Mangalinao (* 7. April 1960 in Cabiao, Nueva Ecija, Philippinen) ist ein philippinischer Geistlicher und römisch-katholischer Bischof von Bayombong.

## Leben
Jose Elmer Imas Mangalinao empfing am 15. Oktober 1985 durch den Bischof von Cabanatuan, Ciceron Santa Maria Tumbocon, das Sakrament der Priesterweihe.
Am 31. Mai 2016 ernannte ihn Papst Franziskus zum Titularbischof von Urusi und zum Weihbischof in Lingayen-Dagupan. Der Erzbischof von Lingayen-Dagupan, Socrates Buenaventura Villegas, spendete ihm am 22. August desselben Jahres die Bischofsweihe; Mitkonsekratoren waren der Bischof von Cabanatuan, Sofronio Aguirre Bancud SSS, und der emeritierte Bischof von Tarlac, Florentino Ferrer Cinense.
Am 24. Mai 2018 ernannte ihn der Papst zum Bischof von Bayombong. Die Amtseinführung fand am 25. Juli desselben Jahres statt.